# ارمانس
شهر ارمانس  در ایالت ژنو در کشور سوئیس واقع شده‌است که بر طبق آمار ۳۰ نوامبر ۲۰۱۱ تعداد ۹۴۱ نفر جمعیت دارد  .